# یواس‌اس اس-۲۵ (اس‌اس-۱۳۰)
یواس‌اس اس-25 (اس‌اس-130) (به انگلیسی: USS S-25 (SS-130)) یک زیردریایی بود که طول آن ۲۱۹ فوت ۳ اینچ (۶۶٫۸۳ متر) بود. این زیردریایی در سال 1922 ساخته شد.اس-25 در 26 اکتبر 1918 توسط شرکت ساخت رودخانه ی Fore River در کوینسی ، ماساچوست مستقر شد. این زیردریایی در تاریخ 29 مه 1922 با حمایت مالی خانم ورا هوبارت شلباچ ، همسر راس پی شلباچ ، USN ، راه اندازی شد و در 9 ژوئیه 1923 با فرماندهی ستوان جورج اچ فورت، به سفارش وی آغاز شد.